# Michael P. Ghiglieri
Michael P. Ghiglieri – amerykański podróżnik i naukowiec.
Wychowywał się w Lake Tahoe, Nevada jako wnuk 49-letniej babci. W czasie wojny wietnamskiej służył w US Army w stopniu sierżanta. Mieszka w Flagstaff (Arizona). Jest żonaty (Susan) i ma trójkę dzieci. Jest ochotnikiem Zespołu Poszukiwaczy i Ratowników w Coconino County Sheriff Department.
Karierę naukową rozpoczął jako uczeń Jane Goodall. Doktorat z ekologii uzyskał w roku 1979 na Uniwersytecie Kalifornijskim w Davies za pionierską pracę badawczą nad szympansami w Parku Narodowym Kibale Forest w Ugandzie. Był profesorem antropologii na University of Arizona. Wykładał na kursach uniwersyteckich z zakresu zachowania i ekologii naczelnych oraz zachowania i ekologii ludzi. Kierował kilkoma zagranicznymi semestralnymi ośrodkami zajmującymi się zarządzaniem zasobami naturalnymi (w Kenii, Turks i Caicos, Palau, Far North Queensland i na wyspie Vancouver).
Był też trenerem w szkole walki i w szkole przetrwania oraz przewodnikiem wycieczek po Afryce i wycieczek przyrodniczych po rzekach. Od roku 1974 poprowadził ponad 660 komercyjnych wycieczek po „białych wodach” (tj. rwących rzekach, wodospadach itp.) w Etiopii, na Jawie, w Kenii, w Papui i Nowej Gwinei, Peru, Rwandzie, Sumatrze, Tanzanii, Turcji i w Stanach Zjednoczonych, w tym 145 dwutygodniowych wycieczek przez Wielki Kanion i pokonując ponad 44 tysiące mil. Wielokrotnie prowadził wspinaczki na Kilimandżaro i piesze safari po Kenii.
Jest autorem scenariusza filmu dokumentalnego i sześciu książek (w tym dwóch na temat dziko żyjących szympansów). Są to m.in. East of the Mountains of the Moon: Chimpanzee Society in the African Rain Forest, The Chimpanzees of Kibale Forest: A field Study of Ecology and Social Structure oraz Canyon). W Polsce ukazała się jego książka Ciemna strona człowieka, w której opierając się na swoich badaniach nad szympansami rozważa problem skłonności do przemocy u mężczyzn. Przedmiotem uwagi w tej książce są m.in. gwałty, morderstwa, wojny i ludobójstwo. Ghiglieri omawia je z perspektywy antropologa.
Przemoc i wojny zdaniem autora wynikają z dziedzictwa genetycznego. Odrzuca przy tym poglądy innych autorów takich jak np. Barbara Ehrenreich, która w swojej pracy Rytuały krwi. Namiętność do wojny. Geneza i historia pisząc o kulturowych aspektach przemocy i wojny nawiązała m.in. do pracy francuskiego antropologa kulturowego René Girarda (Sacrum i przemoc), korzeni wojny doszukując się w rozwoju męskiej drapieżności. Barbara Ehrenreich, przeciwnie do poglądów Michaela Ghiglieriego, wskazuje na memetykę jako dziedzinę, która mogłaby wyjaśnić wojnę jako samopowielające się zjawisko kulturowe. W pracy Ghiglieriego zrozumienie genetycznych przyczyn przemocy ma być punktem wyjścia do znalezienia antidotum, które leży między innymi w ludzkich skłonnościach do współpracy.